# Morti nel 1126
| Questa pagina contiene informazioni ricavate automaticamente dalle voci biografiche con l'ausilio del template Bio e di un bot. L'aggiornamento è periodico e automatico e ricostruisce completamente la pagina. Se manca una persona in questa lista, sei pregato di non aggiungerla, ma accertati piuttosto che la sua voce biografica contenga il template Bio e che i dati anagrafici siano correttamente compilati. Se il template Bio manca, inseriscilo tu stesso o, in alternativa, metti l'avviso {{tmp\|Bio}} che ne segnala la mancanza. Se i dati riportati sono sbagliati, correggi direttamente la voce biografica; le modifiche saranno visibili in questa lista entro pochi giorni. Per chiarimenti vedi il progetto biografie. La lista contiene solo le 14 persone che sono citate nell'enciclopedia e per le quali è stato implementato correttamente il template Bio. Pagina aggiornata al 19 ott 2024. |

- 8 marzo - Urraca di Castiglia, regina
- 28 maggio - Olrico da Corte, arcivescovo cattolico italiano
- 14 giugno - Ugo I di Champagne, conte
- 13 luglio - Cecilia di Normandia, nobile normanna
- 1º settembre - Świętosława di Polonia, nobile polacca
- 26 novembre - Aq Sunqur al-Bursuqi, militare e funzionario turco
- 13 dicembre - Enrico IX di Baviera, nobile tedesco (n. 1075)
- 29 dicembre - Wulfhilde di Sassonia, nobile tedesca (n. 1072)
- Abu Nasr Ahmad ibn Fadl
- Eccheardo d'Aura, abate tedesco
- Edgardo Atheling, re (n. 1051)
- Eremburga del Maine, contessa
- Ahmad Ghazali, teologo persiano
- Ragnvald Knaphövde, re svedese (n. 1100)